# Teleducato
Dodici Teleducato è stata un'emittente televisiva a carattere regionale.

## Storia

### Teleducato Parma
L'emittente viene fondata nel 1977 da un'idea del Comm. Nello Gaiti che inizia così la sua avventura nel settore televisivo. Teleducato irradiava i suoi programmi dai canali UHF 22, 26, proponeva film, cartoni animati, le telecronache Parma Football Club (allora in serie C), l'oroscopo, le rubriche e il programma di Maurizio Seymandi Superclassifica Show. Negli anni '80 l'emittente allarga il proprio bacino di utenza, arrivando a coprire l'intera Emilia-Romagna con il suo canale UHF 26, ma le ambizioni del gruppo sono maggiori: nel 1982 Europarma tv entra a far parte del consorzio Euro TV. Nel 1987 è fra le emittenti fondatrici della syndication Odeon TV. Oggi Teleducato è a Parma e a Piacenza con due realtà produttive differenti ma con la stessa strategia. L'ultimo Presidente e Amministratore delegato è stato Pierluigi Gaiti,  e come direttore dell'emittente Pietro Adrasto Ferraguti a Parma e Mirella Molinari a Piacenza.
L'emittente trasmetteva un palinsesto generalista: TG Parma 24 Ore, Calcio & Calcio, Calcio Serie B/ Telecronache differite del Parma Football Club. Ha fatto parte del circuito Supersix.

### Teleducato Piacenza
Teleducato è molto seguita anche a Piacenza infatti è stato creato un secondo canale denominazione di Teleducato Piacenza. Trasmette sul canale UHF 34 e propone programmi tipo: TG Piacenza 24 Ore, L'altro calcio, Serata salute. Nel 2016, a seguito della cessata attività da parte di Telmec, Teleducato Piacenza cessa di esistere.
"Nonostante un'importante ricapitalizzazione da parte di tutti i soci per l'immediata messa in sicurezza della società", scrive Telemec, "si è reso necessario: la cessazione dell'attività di produzione di servizi di media audiovisivi di tutti i canali televisivi, compresi Teleducato Parma e Teleducato Piacenza, a partire dai primi mesi del 2016; la vendita degli stessi canali; la prosecuzione dell'attività di operatore di rete, attraverso il trasporto del segnale di altre emittenti".

### 12 Teleducato
Chiusa Teleducato Piacenza, rinasce come 12 Teleducato per iniziativa  del mondo cooperativo, legandosi ad alcune storiche emittenti di Reggio Emilia, Modena e Bologna (Telereggio e Trc) e della Romagna.
12 Teleducato si specializza oltre che nella produzione di contenuti, anche nell’attività di operatore di rete, appropriandosi di tutta una serie di "numerazioni Lcn" soprattutto in Emilia.

### 12 TV Parma
All'inizio del 2018 12 Teleducato e la storica TV Parma, decidono di unire le proprie forze e il 12 Maggio 2018 nasce 12 TV Parma. Il marchio Teleducato sparisce completamente dall'etere emiliano.